# ماواسکیگ
ماواسکیگ (انگلیسی: Mavskegg؛ زادهٔ) کارگردان فیلم اهل اوکراین است.